# Anna Hagwall
Anna Hagwall (nacida el 19 de enero de 1953) es una política sueca nacida en Hungría. Fue miembro del Riksdag sueco desde el 21 de febrero de 2013 hasta 2018.
Llegó a Suecia en 1972 a través de su matrimonio con un hombre sueco. Trabajó como óptica antes de ser elegida para el parlamento en 2013 para reemplazar a Erik Almqvist.
El 5 de diciembre de 2016 se anunció que Hagwall había sido expulsada de los Demócratas de Suecia después de que hiciera comentarios considerados antisemitas. Desde entonces se ha convertido en miembro del partido Alternativa para Suecia.